# Rödvingad dyngbagge
Rödvingad dyngbagge (Aphodius fimetarius) är en skalbaggsart som beskrevs av Carl von Linné 1758. Enligt Catalogue of Life ingår rödvingad dyngbagge i släktet Aphodius och familjen Aphodiidae, men enligt Dyntaxa är tillhörigheten istället släktet Aphodius och familjen bladhorningar. Arten är reproducerande i Sverige. Inga underarter finns listade i Catalogue of Life.

## Bildgalleri

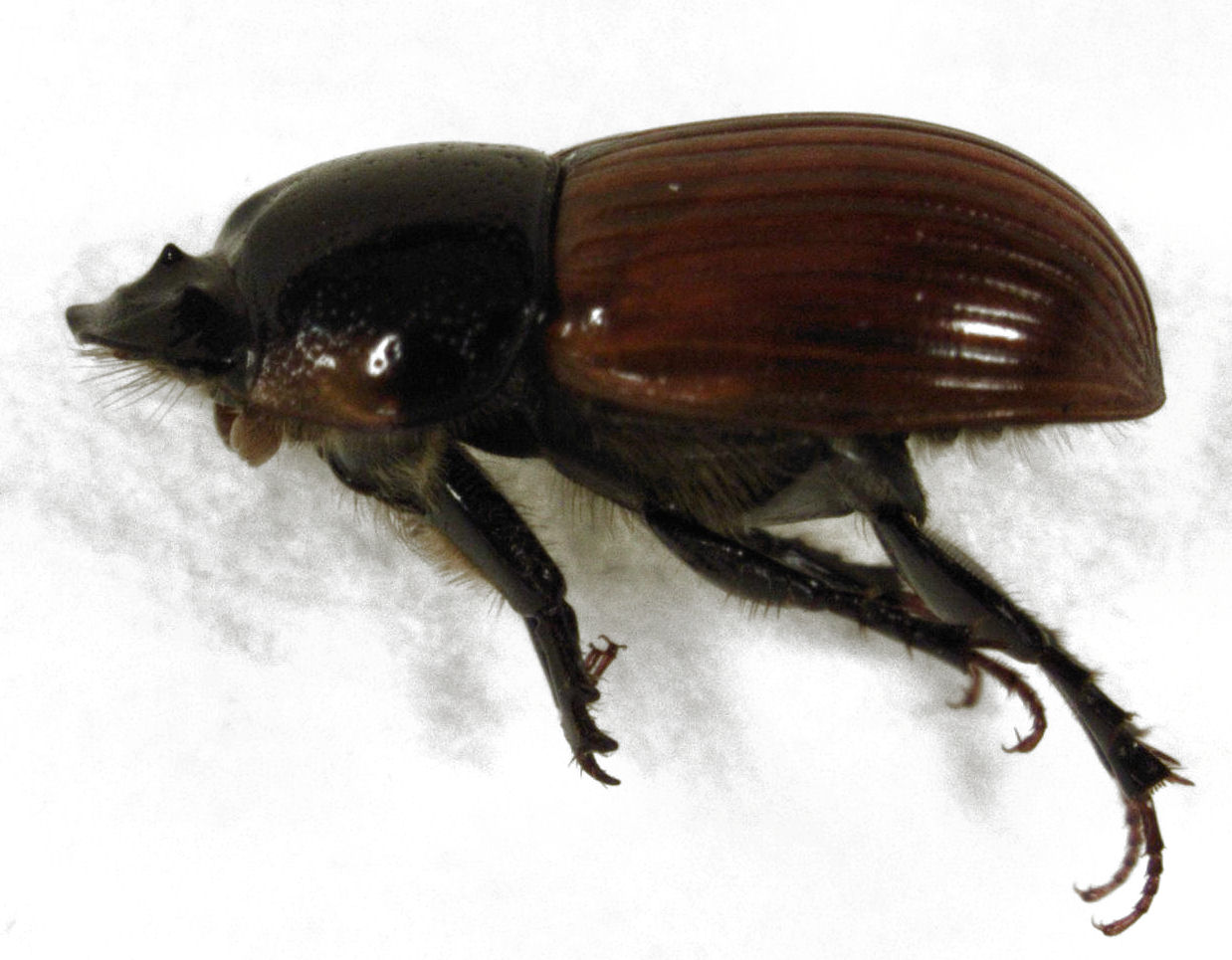
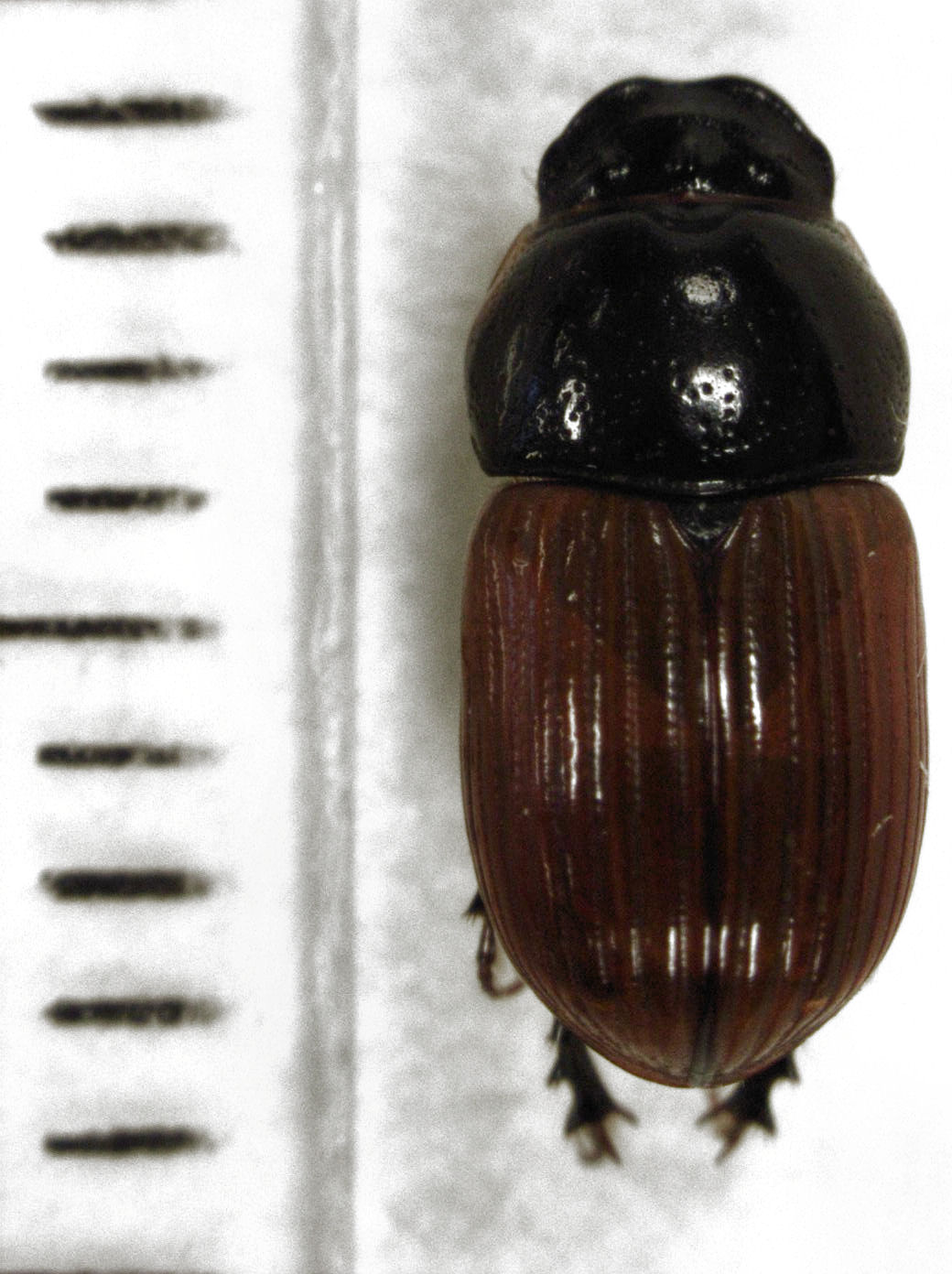
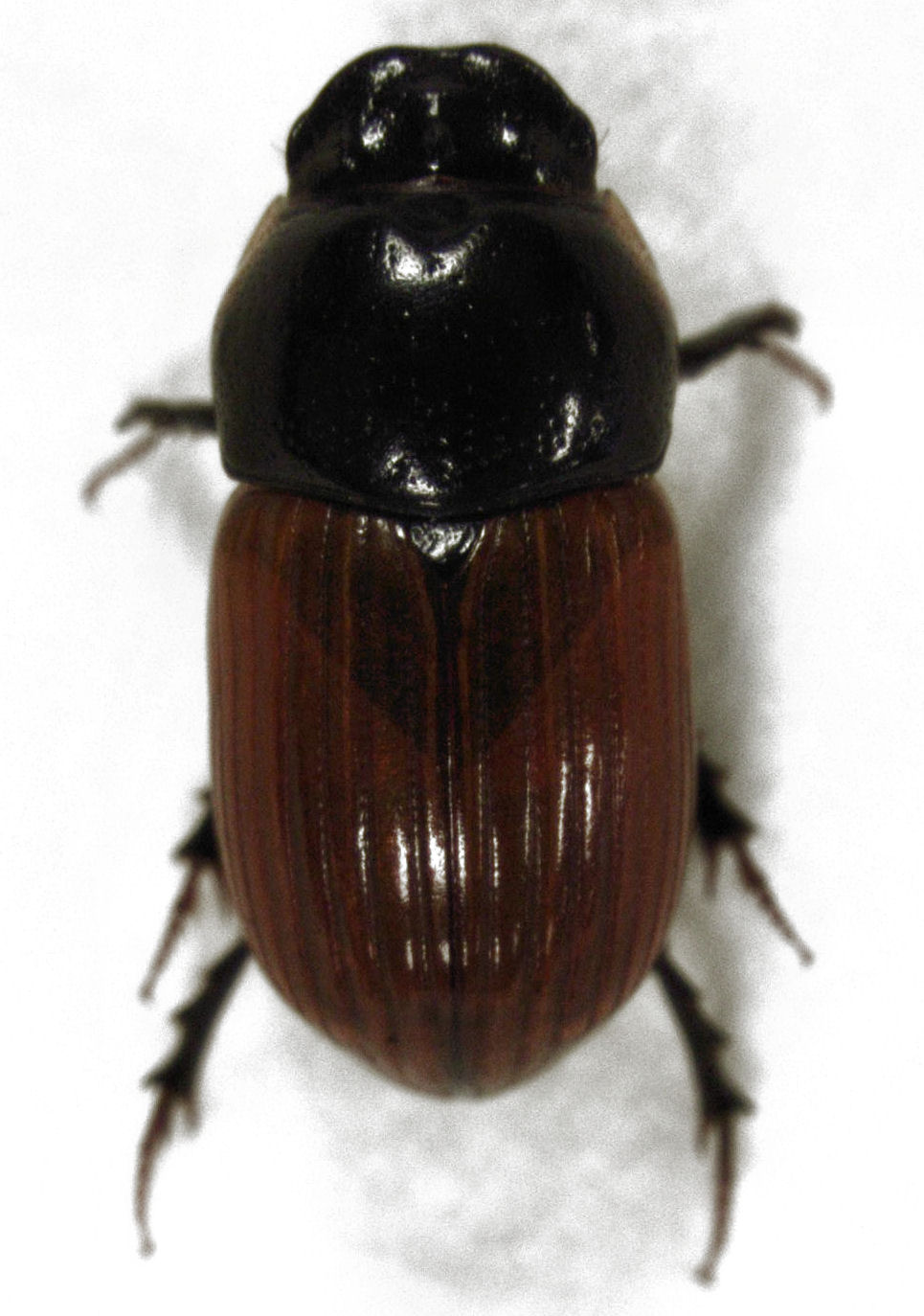
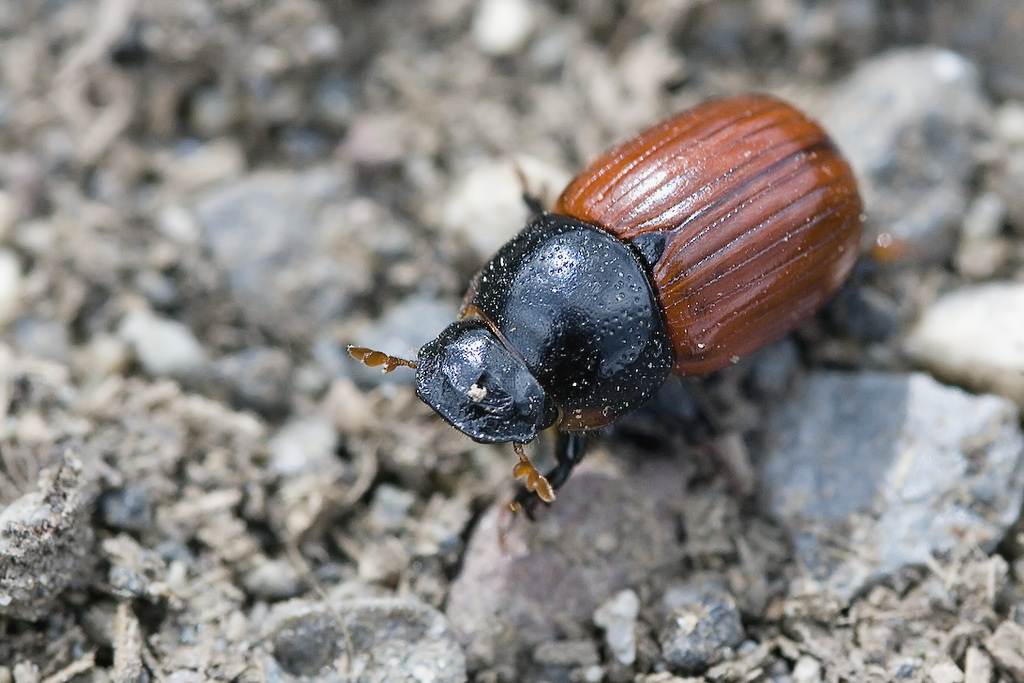
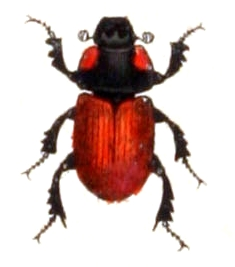
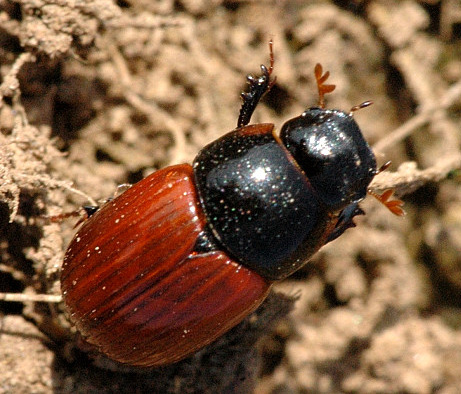